# باث أوف إيكزايل
باث أوف إيكزايل (بالإنجليزية: Path of Exile)‏ هي لعبة أكشن تقمص الأدوار مجانية، صدرت اللعبة على مايكروسوفت ويندوز في أكتوبر 2013  وعلى إكس بوكس ون في أغسطس 2017 وعلى بلاي ستيشن 4 في مارس 2019.